# David Frawley

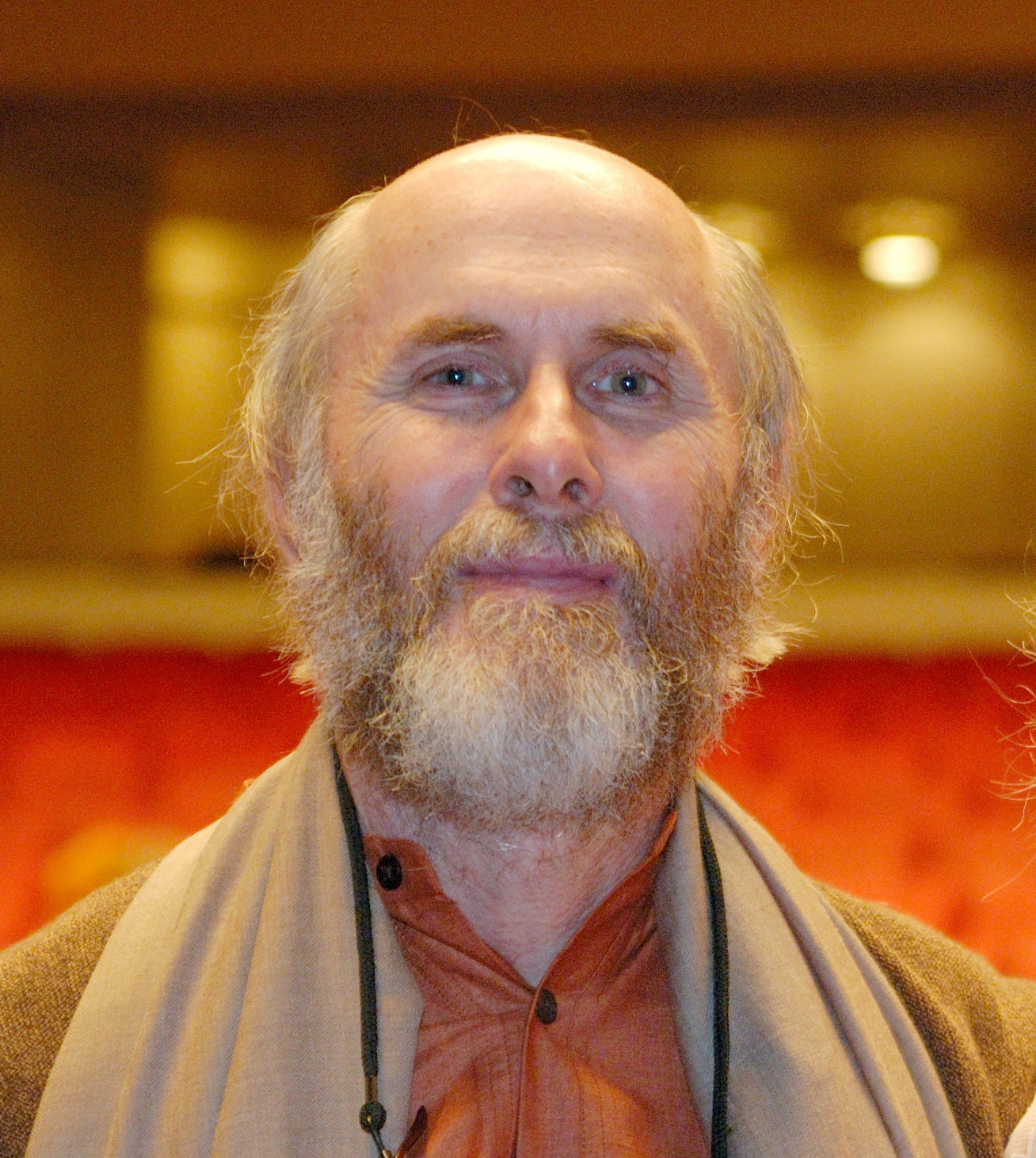
David Frawley

David Frawley (* 21. September 1950) ist ein US-amerikanischer Autor über Ayurveda und Hindu-Philosophie. Er ist Gründer des American Institute of Vedic Studies in Santa Fe, New Mexico.
David Frawley gründete 1980 in Santa Fe (New Mexico) das "Vedic Research Center". Er konvertierte 1991 in einem Ritual zum Hinduismus.
2015 wurde ihm der Padma Bhushan verliehen.

## Werke
- Yoga: the Greater Tradition, Mandala Publishing, San Rafael, California ISBN 978-1-60109-016-4
- Vedantic Meditation: Lighting the Flame of Awareness, North Atlantic Books, Berkeley, California ISBN 978-1-55643-334-4
- Mantra Yoga and Primal Sound: Secrets of Seed (Bija) Mantras, Lotus Press, Twin Lakes, Wisconsin ISBN 978-0-9102-6194-4
- Soma in Yoga and Ayurveda: The Power of Rejuvenation and Immortality, Lotus Press, Twin Lakes, Wisconsin ISBN 978-0-9406-7621-3
- Inner Tantric Yoga: Working with the Universal Shakti, Lotus Press, Twin Lakes, Wisconsin. ISBN 978-0-9406-7650-3
- Universal Hinduism: Towards a New Vision of Sanatana Dharma, Voice of India, New Delhi, India ISBN 978-81-85990-89-7

- Ayurvedic Healing. Morson Publishing, Salt Lake City 1989
  - Ayurvedic Healing: A Comprehensive Guide. Lotus Press, Twin Lakes, Wisconsin, ISBN 0-914955-97-7
  - Deutsche Erstausgabe: Das große Ayurveda-Heilungsbuch – Prinzipien und Praxis. Aus dem Amerikanischen von Gisela Kretzschmar. Droemersche Verlagsanstalt Th.– Knaur Nachf., München 2001, ISBN 3-426-87143-2
- Ayurveda and Marma Therapy: Energy Points in Yogic Healing, (with Ranade and Lele), Lotus Press, Twin Lakes, Wisconsin ISBN 0-940985-59-4
- Yoga for Your Type: An Ayurvedic Guide to Your Asana Practice, (with Summerfield-Kozak), Lotus Press, Twin Lakes, Wisconsin ISBN 978-0-9102-6130-2
- Ayurveda: Nature's Medicine, (with Subhash Ranade), Lotus Press, Twin Lakes, Wisconsin ISBN 0-914955-95-0
- Yoga of Herbs: An Ayurvedic Guide to Herbal Medicine, (with Vasant Lad), Lotus Press, Twin Lakes, Wisconsin ISBN 0-941524-24-8
- Ayurveda and the Mind: the Healing of Consciousness, Lotus Press, Twin Lakes, Wisconsin ISBN 0-914955-36-5
- Astrology of the Seers: A Guide to Vedic (Hindu) Astrology, Lotus Press, Twin Lakes, Wisconsin ISBN 0-914955-89-6
- Ayurvedic Astrology: Self-Healing Through the Stars, Lotus Press, Twin Lakes, Wisconsin ISBN 0-940985-88-8
- Hidden Horizons: Unearthing 10,000 Years of Indian Culture, Swaminarayan Aksharpith, Amdavad, India ISBN 978-8175263314

## Weiterführende Literatur
- Adelheid Herrmann-Pfandt: "Hindutva zwischen ,Dekolonisierung‘ und Nationalismus: Zur westlichen Mitwirkung an der Entwicklung neuen hinduistischen Selbstbewußtseins in Indien", Religionswissenschaft im Kontext der Asienwissenschaften: 99 Jahre religionswissenschaftliche Lehre und Forschung in Bonn, hrsg. Manfred Hutter, Berlin: Lit Verlag Dr. W. Hopf, 2009 (Religionen in der pluralen Welt: Religionswissenschaftliche Studien. 8.), 233–248.

| Personendaten    | Personendaten                                               |
| ---------------- | ----------------------------------------------------------- |
| NAME             | Frawley, David                                              |
| ALTERNATIVNAMEN  | Studies, American Institute of Vedic                        |
| KURZBESCHREIBUNG | US-amerikanischer Autor über Ayurveda und Hindu-Philosophie |
| GEBURTSDATUM     | 21. September 1950                                          |